# Popcaan

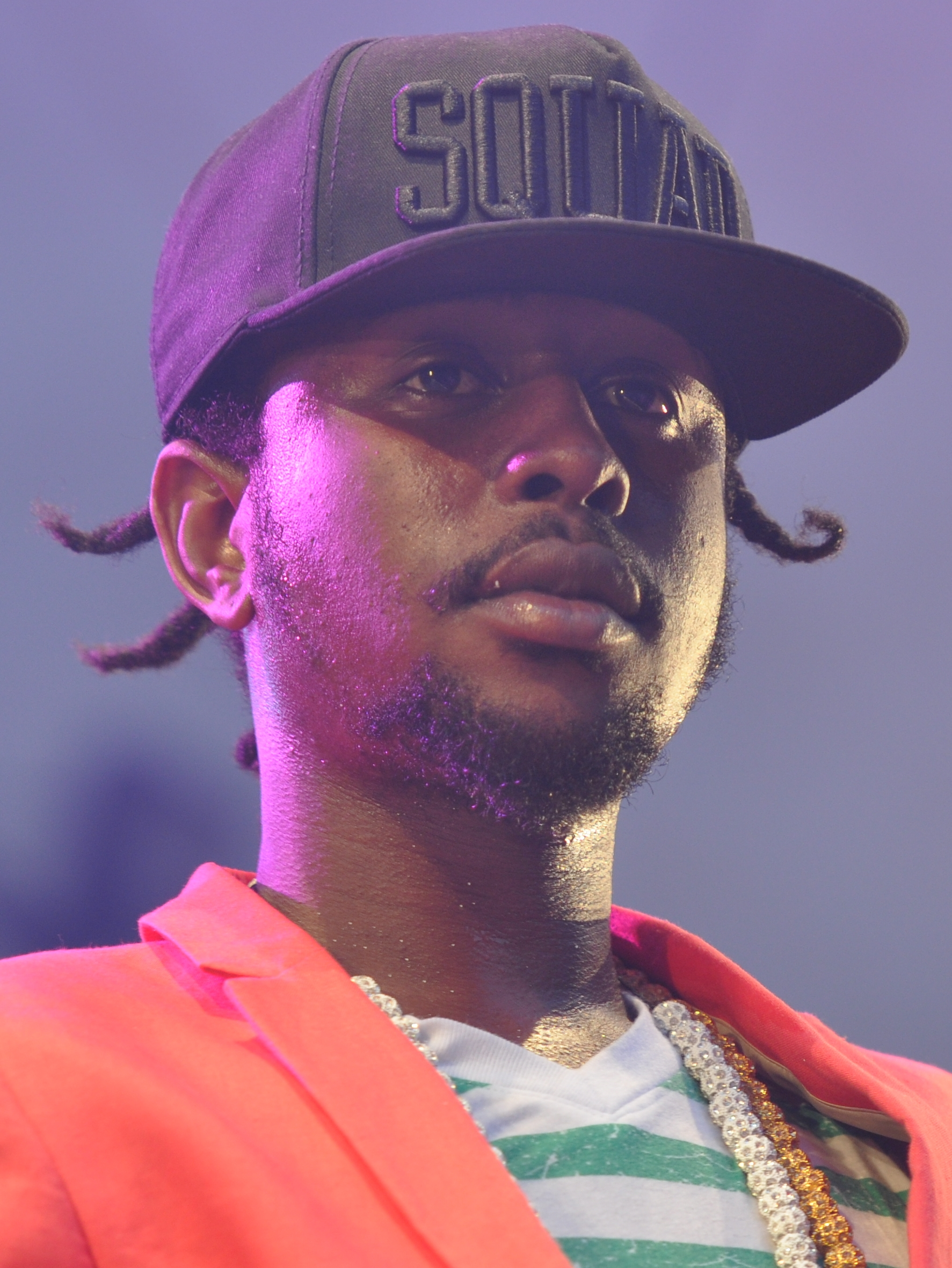
Popcaan beim Summerjam 2013

Andrae Hugh Sutherland (* 19. Juli 1988 in Saint Thomas), bekannt unter seinem Künstlernamen Popcaan, ist ein jamaikanischer Dancehall-Musiker. Er steht bei Mixpak Records unter Vertrag.

## Leben
Sutherland wuchs in Portmore im jamaikanischen Parish Saint Thomas auf. Als er sieben Jahre alt war, trainierte Sutherland als Sänger und Performer.
2007 begegnete Popcaan auf dem lokalen Event „My Scheme“ dem Dancehall-Künstler Vybz Kartel, der den jungen DJ in seine Gruppierung „Portmore Empire“ aufnahm. So wurde er gleichzeitig Popcaans Produzent und Mentor. Vybz Kartel zeigte ihm nicht nur die Regeln des Musikgeschäftes, sondern nahm ihn auch zu Shows wie „Sting“ und „Reggae Sumfest“ mit.
Popcaan begann, für das Label Adidjahiem Productions mit dessen Produzenten NotNice Musik zu machen. NotNice war der erste Produzent, mit dem Popcaan professionell Musik machte. Er hatte einen guten Start mit „Gal Wine“, gefolgt von Hits wie „It Nuh Work So“, „Jah Jah Protect Me“, „Gangsta City“ und „Dream“.
Popcaans Durchbruch kam 2010 mit „Clarks“, eine Kollaboration mit Vybz Kartel. Der Song hatte internationalen Erfolg und verursachte einen weltweiten Anstieg der Verkaufszahlen der britischen Schuhmarke. 2011 erhielt Popcaan den „EME (Excellence in Music and Entertainment) Award“ in der Kategorie „Best New Artist“. Der Song „Clarks“ gewann außerdem in den Kategorien „Collaboration of the Year“ und „Song of the Year – Dancehall“.
Ende Januar 2012 veröffentlichte Popcaan ein neues Mixtape, „Chromatic presents Yiy Change“, eine Fortsetzung seines Mixtapes „Hot Skull, Fry Yiy, Boil Branz“ aus dem Jahr 2010. Im März bekam Popcaan mit der Single „Only Man She Want“ seinen ersten Billboard-Eintrag auf Platz 89 der Billboard R&B/Hip-Hop Charts. Später veröffentlichte der Rapper Busta Rhymes einen Remix des Songs.
In einer Ausgabe der New York Times wurde Popcaan zu dem Erfolg des Songs interviewt.
Er gewann in den drei Kategorien „Favourite Summer Song“, „Local Chart topping song of the year“ und „Young, Hot and Hype Male“ der Youth View Awards.
Seitdem tourt Popcaan in Europa, Kanada, der Karibik und Südamerika. Bei seinem Aufenthalt in Kanada knüpfte er Kontakt mit dem kanadischen Rapper Drake, welcher bereits öffentlich seine Bewunderung für Popcaan ausgedrückt hatte. 2013 veröffentlichte Popcaan das Video zu „Unruly Rave“, das in Toronto gedreht wurde und bei dem der Kopf des Labels October’s Very Own, Niko, Regie führte.
2012 war Popcaan auf Pusha Ts Song „Blocka“ zu hören. Seine Vocals wurden dann 2013 von Kanye West auf dem Album „Yeezus“ gesampelt.
2014 unterschrieb Popcaan bei Mixpak Records einen Vertrag für mehrere Alben. Sein Debütalbum, „Where We Come From“, wurde am 10. Juni 2014 über Mixpak Records veröffentlicht. Das Projekt wurde von Dre Skull produziert. Die erste Single, „Everything Nice“, wurde von Dubbel Dutch produziert und am 1. Oktober 2013 veröffentlicht. Es stieg mit Platz 2 in die Billboard Reggae Charts ein und hat mehr als 5 Millionen Klicks auf YouTube.
Im Juni 2014 war Popcaan auf dem Cover der 92. Ausgabe von „The Fader“ zu sehen. Er war auch auf der Single „Kisses For Breakfast“ von Melissa Steel zu hören, der im August 2014 ein Top-Ten-Hit im Vereinigten Königreich war.
Im September 2014 wurde er in der Kategorie „Best Reggae Act“ für die MOBO Awards nominiert. 2015 gewann er den MOBO Award. Im März 2017 veröffentlichte die britische Musikgruppe Gorillaz in Zusammenarbeit mit Sutherland das Lied „Saturnz Barz“.

## Diskografie
Alben
- 2014: Where We Come From
- 2018: Forever
- 2020: Fixtape
- 2023: Great Is He

Singles
- 2020: Twist & Turn (feat. Drake & PartyNextDoor, US: Gold)
- 2023: We Caa Done (feat. Drake)

Gastbeiträge
- 2014: Kisses for Breakfast (Melissa Steel feat. Popcaan)
- 2015: Feeling Right (Matoma feat. Popcaan & Wale)
- 2015: I Know There’s Gonna Be (Good Times) (Jamie xx feat. Young Thug & Popcaan, UK: Gold, US: Gold)
- 2016: I’m in Control (AlunaGeorge feat. Popcaan)
- 2016: Should’ve Been Me (Naughty Boy feat. Kyla & Popcaan)
- 2017: Saturnz Barz (Gorillaz feat. Popcaan)
- 2017: One You Love (Ivy Layne feat. Popcaan)
- 2017: You Ain’t Me (Kyla feat. Popcaan)
- 2017: Say a Prayer (Tieks feat. Chaka Khan & Popcaan)
- 2018: My Type (UK: Silber)
- 2019: Can’t Hold We Down (Kano feat. Popcaan, UK: Silber)